# Teknikåret 2005

## Händelser

### Januari
- 11 januari - Apple presenterar lågprisdatorn Mac Mini.[1]
- 18 januari - Airbus visar upp sin nya superjumbojet i Toulouse, Frankrike.[1]

### Februari
- 1 februari
  - Mediavisions mätning visar att 37 % av alla svenskar mellan 15 och 74 år har bredband i sitt hem. Den vanligaste tekniken är DSL (70 procent), medan kabel-tv svarar för 14 procent. Telia Sonera har 39 procent av marknaden, Bredbandsbolaget 23 procent.
  - Microsoft lanserar en helt ny sökmotor MSN Search därmed är företagets största produktlansering på fyra år ett faktum, se search.msn.se.
  - Teleoperatören SBC Communications köper konkurrenten AT&T för 112 miljarder kronor. Om myndigheterna godkänner affären kommer det sammanslagna bolaget få en omsättning på cirka 71 miljarder US$.
- 2 februari
  - I Sverige meddelar Skatteverket och bankerna att de skall genomföra en stor reklamkampanj för att få folk att börja använda e-legitimation. Skatteverkets målsättning är att öka antalet som deklarerar med hjälp av e-legitimationen.
  - Aftonbladet köper nummerupplysningssajten Hitta.se för 200 miljoner kronor.
- 3 februari - Försäljningen av handdatorer minskade med 13 procent under 2004. De största leverantörerna under året var Palmone, Hewlett Packard och Dell.
- 9 februari - Konsumentverket meddelar att antalet modemkapningar i Sverige nu minskar, från 17937 under 2003 till 7121 under 2004. Telia Sonera kommer att införa en kreditspärr under året.
- 17 februari - Tre nykonstruerade robotar presenteras på en kongress av American Association of Advancement of Science.[1]

### Mars
- 18 mars - IBM kommer att lägga ner sin verksamhet i Västerås, Eskilstuna (Hållsta), Linköping, Alingsås och Huskvarna. 538 personer riskerar uppsägning. Anledningen sägs vara att IBM har tappat flera outsourcingaffärer till konkurrenter, bland andra Tietoenator och Volvo IT.
- 24 mars - Telia Sonera har slutit ett avtal med Cukorovagruppen om att få köpa 27 procent av aktierna i den turkiska mobiloperatören Turkcell för 21,8 miljarder SEK. Om affären går igenom blir Telia Sonera ny huvudägare i bolaget och den tredje största mobiloperatören i Europa efter Vodafone och France Telecom.
- 31 mars - Marksänd digital-tv i Frankrike inleds.

### April
- April - En undersökning från företaget Netscan visar att cirka 4 000 pedofiler i Sverige hårdbevakar ungdomssajterna.[1]
- 27 april - Airbus nya superjumbojet premiärlyfter.[1]

### September
- 19 september - Övergången till marksänd digital-tv i Sverige inleds på Gotland.

### Okänt datum
- Shell lanserar bensinkvalitén V-power.

## Utmärkelser
- Andrew Tridgell tilldelas Award for the Advancement of Free Software
- Wikipedia tilldelas Award for Projects of Social Benefit

### Fotnoter
1. 1 2 3 4 5   När Var Hur 2006. DN